# Источник чести
Источником чести (лат. fons honorum) называется глава государства, который благодаря официальной должности, имеет исключительное право присваивать законный дворянский титул и рыцарские ордена другим лицам.
Вопреки распространённому заблуждению, с Нового Времени статус дворянина или рыцаря не даёт права давать дворянский титул или рыцарские звания другим лицам. Никакое другое лицо или организация не могут являться источником чести, кроме как:
- глава государства;
- Святой Престол (Папа Римский как светский суверен) — суверенная персона исключительного свойства (persona sui generis) в международном публичном праве, обладающая полным суверенитетом вне зависимости от владения суверенными территориями;
- глава ранее правившей династии, насильственно свергнутой, но только если почести, дарованные им, будут далее признаны (активизированы) властью действительного суверена; в противном случае он не может быть источником чести.

Все прочие могут выдавать такие почести только с явного разрешения источника чести (главы государства).
В Соединённом Королевстве источником чести является монарх-суверен (король или королева). Некоторые общества также имеют разрешение от монарха награждать медалями, но их следует носить на правой стороне груди. Во Франции, однако, неправительственные ордена и медали вообще запрещено носить.